# San Ildefonso Villa Alta
San Ildefonso Villa Alta es una localidad del estado mexicano de Oaxaca. Es cabecera del municipio de San Ildefonso Villa Alta.

## Demografía
| Censo | Población |
| ----- | --------- |
| 1900  | 653       |
| 1910  | 605       |
| 1921  | 548       |
| 1930  | 610       |
| 1940  | 676       |
| 1950  | 756       |
| 1960  | 883       |
| 1970  | 914       |
| 1980  | 863       |
| 1990  | 1117      |
| 1995  | 1116      |
| 2000  | 1214      |
| 2005  | 1185      |
| 2010  | 1309      |
| 2020  | 1443      |